# Occultitheca costaricensis
Occultitheca costaricensis är en svampart som beskrevs av J.D. Rogers & Y.M. Ju 2003. Occultitheca costaricensis ingår i släktet Occultitheca och familjen kolkärnsvampar.   Inga underarter finns listade i Catalogue of Life.